# Каніґово (Вармінсько-Мазурське воєводство)
Каніґово (пол. Kanigowo, нім. Kandien) — село в Польщі, у гміні Нідзиця Нідзицького повіту Вармінсько-Мазурського воєводства.
Населення — 265 осіб (2011).

## Демографія
Демографічна структура станом на 31 березня 2011 року:
|          | Загалом | Допрацездатний вік | Працездатний вік | Постпрацездатний вік |
| -------- | ------- | ------------------ | ---------------- | -------------------- |
| Чоловіки | 139     | 32                 | 97               | 10                   |
| Жінки    | 126     | 27                 | 76               | 23                   |
| Разом    | 265     | 59                 | 173              | 33                   |